# Uvariopsis congensis
Uvariopsis congensis är en kirimojaväxtart som beskrevs av Robyns och Jean H.P.A. Ghesquière. Uvariopsis congensis ingår i släktet Uvariopsis och familjen kirimojaväxter. Inga underarter finns listade i Catalogue of Life.